# Megaloglossus woermanni
Genre
Espèce
Répartition géographique
Statut de conservation UICN

 LC  : Préoccupation mineure
Megaloglossus woermanni a été la seule espèce du genre Megaloglossus sp., un groupe de mammifères de la famille des Pteropodidés,. En effet, depuis une dizaine d'années, la sous-espèce M. w. azagnyi a été élevée au rang d'espèce.
Cette chauve-souris d'Afrique équatoriale et subtropicale se nourrit surtout de nectar et de pollen.
L'espèce n'est pas considérée comme particulièrement menacée par l'Union internationale pour la conservation de la nature (UICN).

## Description
C’est une très petite chauve-souris frugivore. Le corps mesure jusqu’à 8 cm de long et l’avant bras moins de 5 cm. L’envergure est généralement comprise entre 20 et 25 cm,,. Le poids ne dépasse normalement pas une vingtaine de grammes seulement. Le museau est extrêmement pointu et la langue très allongée, mince, d'une texture de brosse. Les yeux sont grands. Il n’a pas de queue. Les dents sont petites comparées aux autres membres de la famille. La fourrure est claire, soyeuse, par endroits comme  «fumée» de brun. Le ventre est brun clair assez homogène. Les mâles portent une collerette de poils blancs raides (autour du coup donc). Il y a un tissu glandulaire à la base de ces poils qui produit une odeur musquée et rend le pelage de texture huileuse. Le régime alimentaire de M. woermanni se compose de nectar et probablement de pollen. Il a une longue langue qu'il plonge vraisemblablement dans les fleurs ouvertes. Lorsqu’il n’est pas actif (surtout en journée), il se suspend dans le feuillage dense, et notamment sur des plantes à grandes feuilles, comme les bananiers.

## Répartition et habitat
M. woermanni est une espèce tropicale allant de la Guinée, à l’Ouest, et jusqu’aux pays suivants : l'Angola, la République démocratique du Congo et l’Ouganda,. On peut donc considérer qu'elle est présente sur le double bloc forestier guinéo-congolais. On la trouve principalement dans les zones cultivées, suivies de près par la forêt tropicale humide, ou en tout cas un bloc forestier dense. Plus rarement, l'espèce a été retrouvée en montagne (jusqu’à 2000 m d’altitude) ou en savane. 

## Publication originale
(en) Alexander Pagenstecher, « A long-tongued Pteropine Bat from West Africa », Annals And Magazine of Natural History, vol. 16,‎ 1885, p. 74 (lire en ligne, consulté le 18 mars 2019).